# Tkachov (Adiguesia)
Tkachov (del ruso: Ткачёв) es un jútor del raión de Maikop en la república de Adiguesia de Rusia. Está situado en la orilla derecha del río Ulka, 24 km al norte de Tulski y 15 km al norte de Maikop, la capital de la república, y pertenece al municipio Krasnoulskoye.